# 美洲原住民飲食

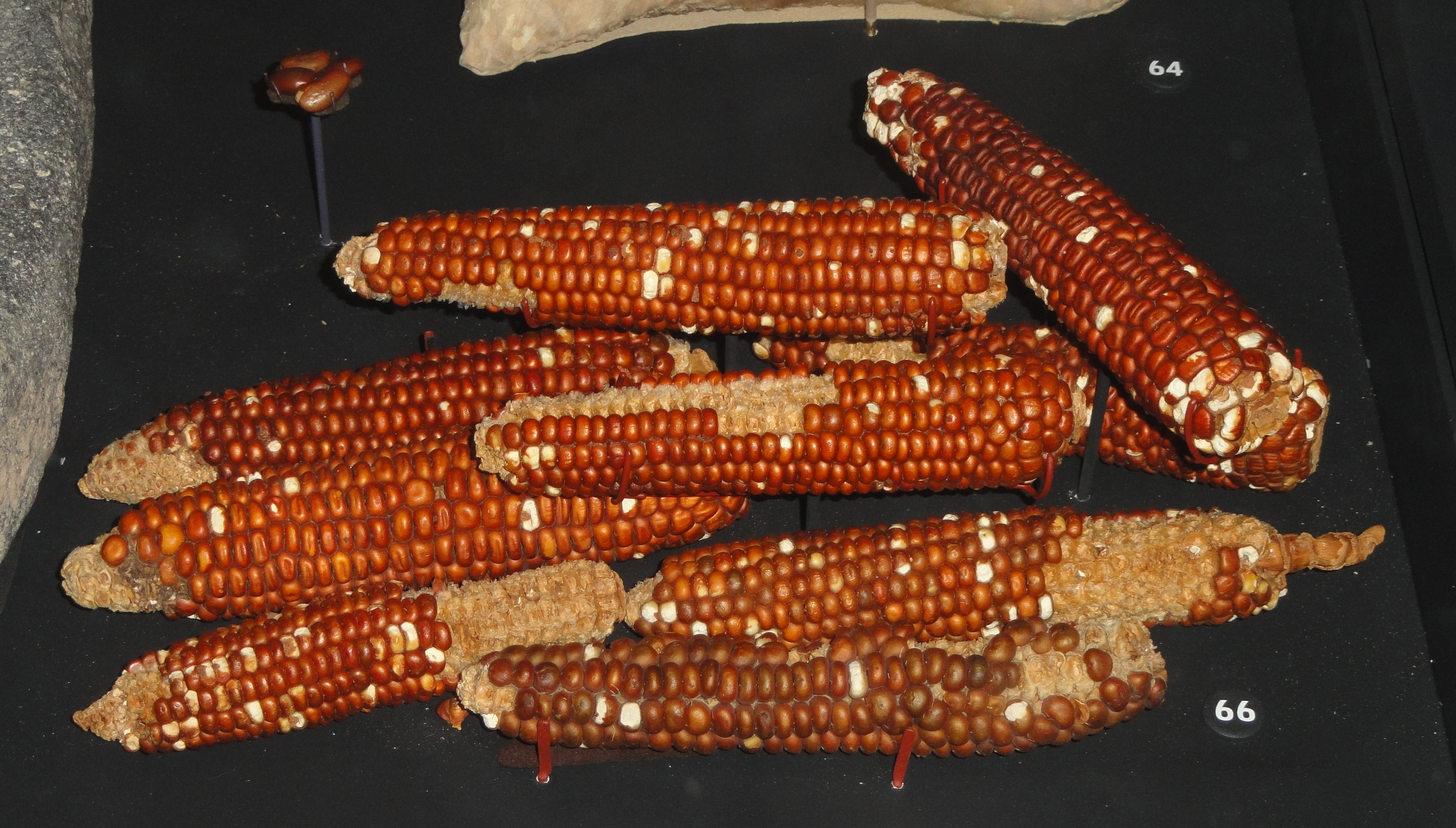
玉米是北半球美洲原住民的重要食物來源之一

美洲原住民飲食是指美洲原住民的菜系以及饮食习惯。美洲原住民比較喜愛炸面包、玉米面包、火雞、蔓越橘、藍莓、玉米粥，而且普通美國民眾的飲食一定程度上也受到美洲原住民飲食的影響。
美洲原住民種植豆类、南瓜、南瓜、向日葵、菰米、红薯、西红柿、辣椒、花生、鳄梨、木瓜、土豆和可可等農作物。 